# Scott Schiller
Scott Bradley Schiller (12 de febrero de 1992), es un luchador estadounidense de lucha libre. Ganó una medalla de bronce en el Campeonato Panamericano de 2016.  